# تشتورف-شتاینفورت
تشتورف-شتاینفورت (به آلمانی: Testorf-Steinfort) یک شهر در آلمان است که در نوردوست‌مکلنبورگ واقع شده‌است. تشتورف-شتاینفورت ۶۷۱ نفر جمعیت دارد.